# Plaça de s'Antigor
La plaça de s'Antigor és una plaça de Manacor. Està situada en el barri del mateix nom, entre els carrers de la Pau i dels Gerrers. Constitueix un lloc de trobada entre veïnats i l'eix central d'aquesta barriada històrica. L'element més significatiu i destacat és l'històric pou amb dos colls i dues corrioles. Durant dècades va estar tapat, però va poder ser reconstruit el 2021.

## Història
La plaça neix sobre un camí públic anomenat del Antigor. Aquest camí arribava de Felanitx i continuava cap a Palma (actual carrer dels Gerrers) i passava per un indret als afores de Manacor amb el mateix nom. Al 1591 es cita una creu de terme enmig d'aquesta plaça. Sembla que també hi havia uns abeuradors per a les bísties que rodaven per aquells camins.
La creu de s'Antigor, després d'haver estat reformada diverses vegades, va ser finalment transllada al cementeri municipal el 1840. En el seu lloc, s'aixecà un pou com a conseqüència de les grans sequies que es produïren durant el segle xix.

### Pou de s'Antigor
El pou de s'Antigor té un gran valor patrimonial i encara el recorden algunes persones majors de la barriada. Tenia dos colls circulars i abastia d'aigua a vàries zones de la vila. Enmig dels dos colls hi presidia una columna. Dels laterals d'aquesta hi sortien dos braços metàl·lics amb corrioles, i a la part alta un ornament ceràmic amb l'escut de Manacor i la data 1860.
El 2021, amb motiu de la reforma de la plaça de s'Antigor i del carrer dels Gerrers, es recontruí el pou històric que havia estat tapat durant dècades. Tot i així, no hi col·locaren ni corrioles ni hídria, una reivindicació que segueix present entre els veïnats de la barriada.

## Galeria

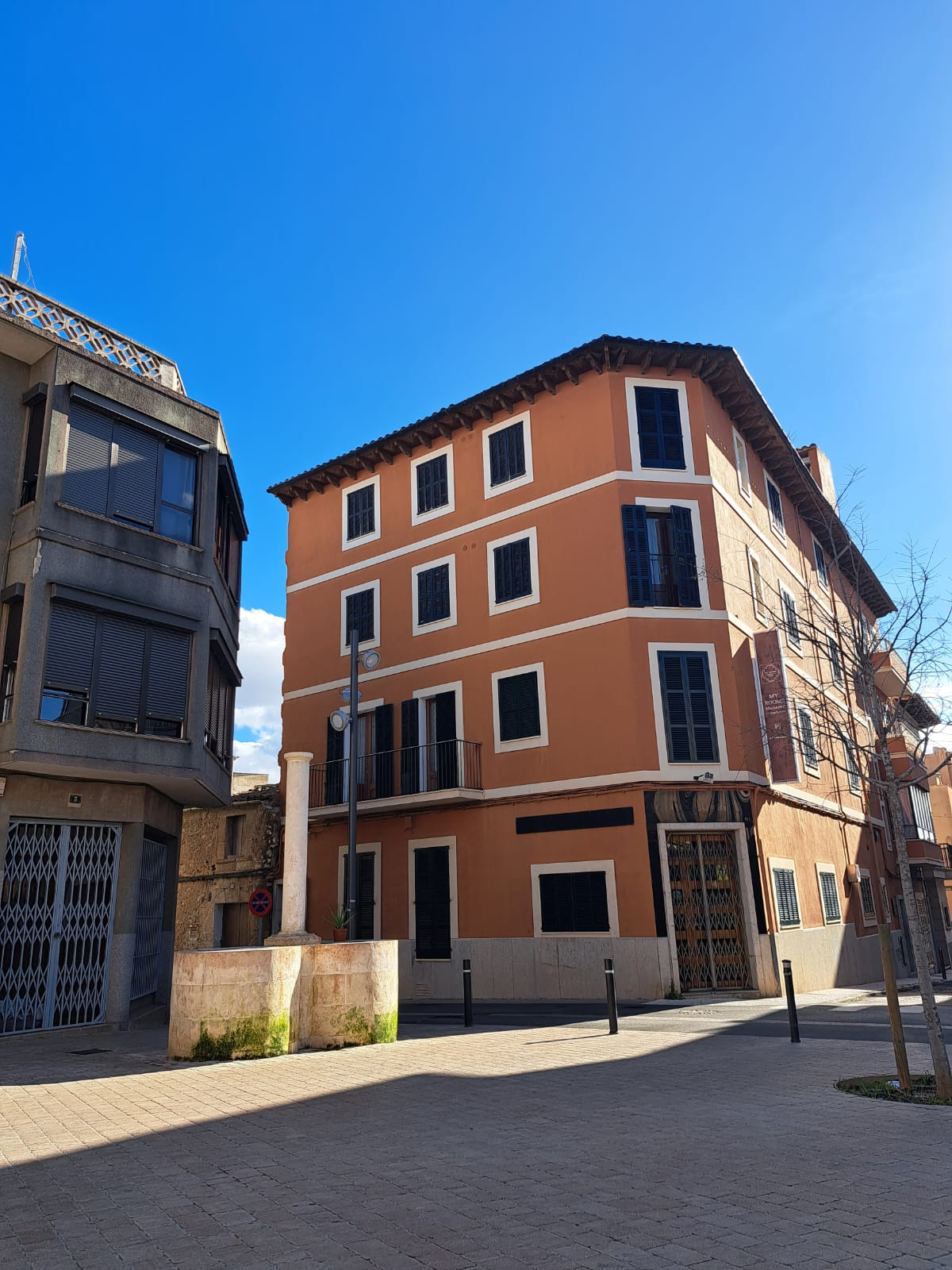
Plaça de s'Antigor, amb el pou
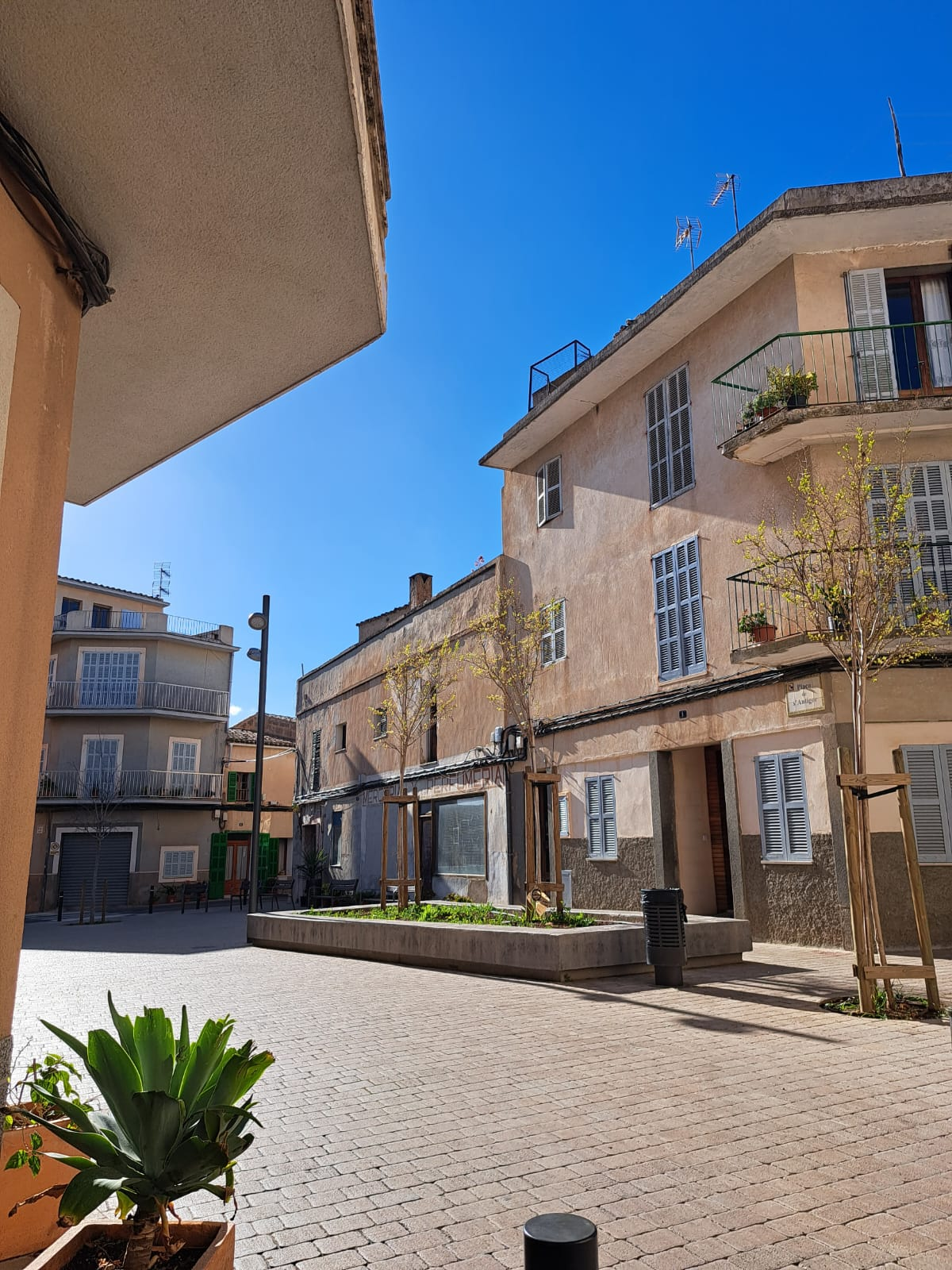
Plaça de s'Antigor, des del carrer de la Pau
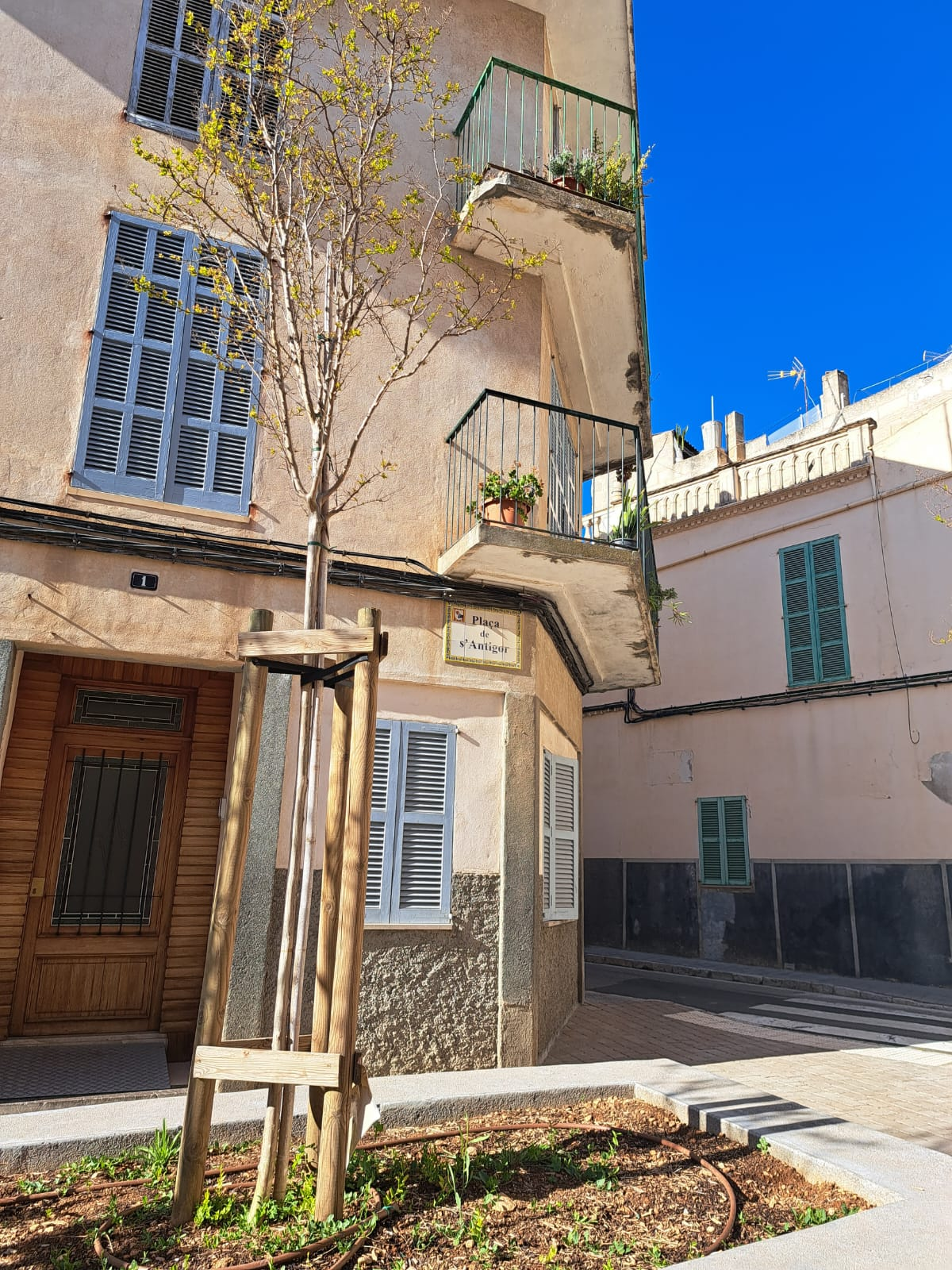
Cap de cantó entre la plaça de s'Antigor i el carrer de la Pau
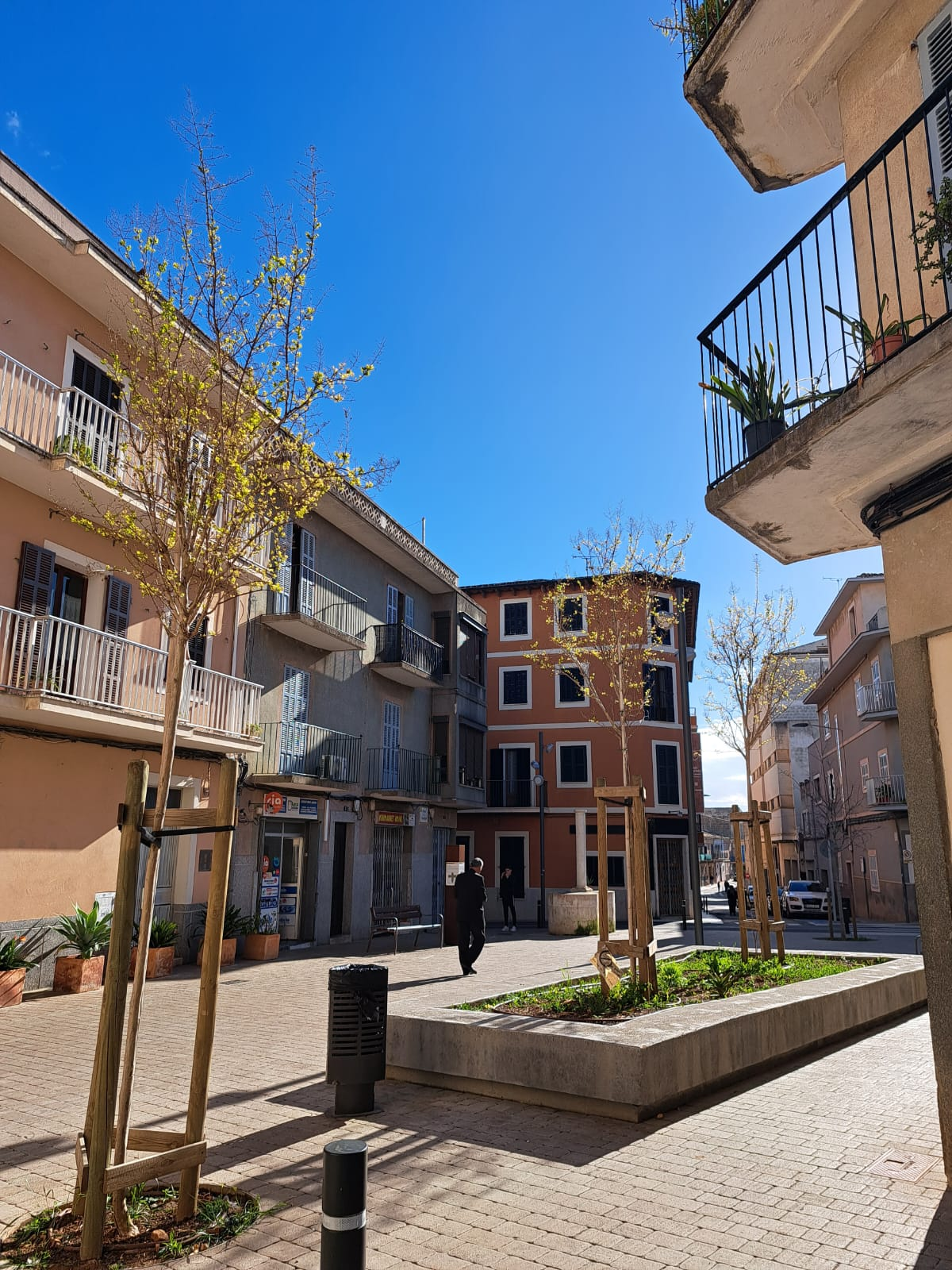
Plaça de s'Antigor, amb el pou al fons